# Néprajzi Ház (Dány)

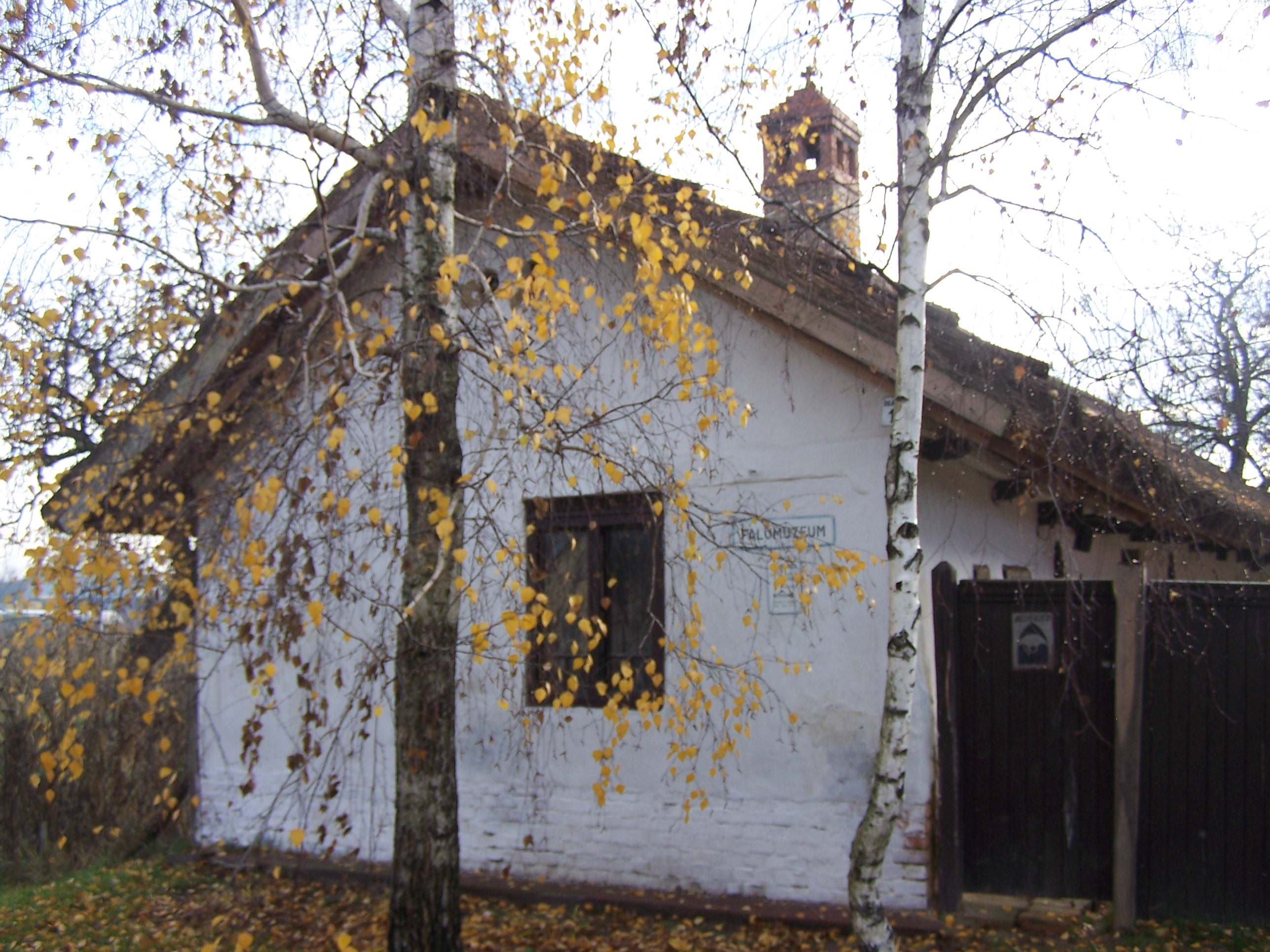

A falu közepén álló Néprajzi Ház Dány egyetlen múzeuma. A gyűjtemény szakmai munkáját a Galgamente falumúzeumait felügyelő aszódi Petőfi Múzeum ellenőrzi.

## Története
A házat a 19. század első felében építették, és több generáción át a Soós család lakhelye volt. A jellegzetes zsellérház népi műemlék. A jelenlegi berendezést Kozár Gyula római katolikus plébános kezdeményezésére a falu lakosai adták össze. A néprajzi tárgyak elhelyezésére a községi tanács vásárolta meg az épületet; a kiállítást 1970-ben nyitották meg.

## A kiállítás
A kiállítás nagy része egy szegény parasztcsalád élet- és lakáskörülményeit mutatja be. Külön helyezték el a falu házait egykor díszítő kovácsoltvas oromkeresztek gyűjteményét. A kiállítás előzetes bejelentkezés után látogató.

## Külső hivatkozások
- A tájház a Műemlékem.hu-n